# Georg Christian Carl Henschel
Pour les articles homonymes, voir Henschel (homonymie).
Georg Christian Carl Henschel, né à Giessen le 24 avril 1759 et mort à Cassel le 2 juin 1835, est un industriel allemand, fondateur de la Henschel & Sohn.

## Biographie

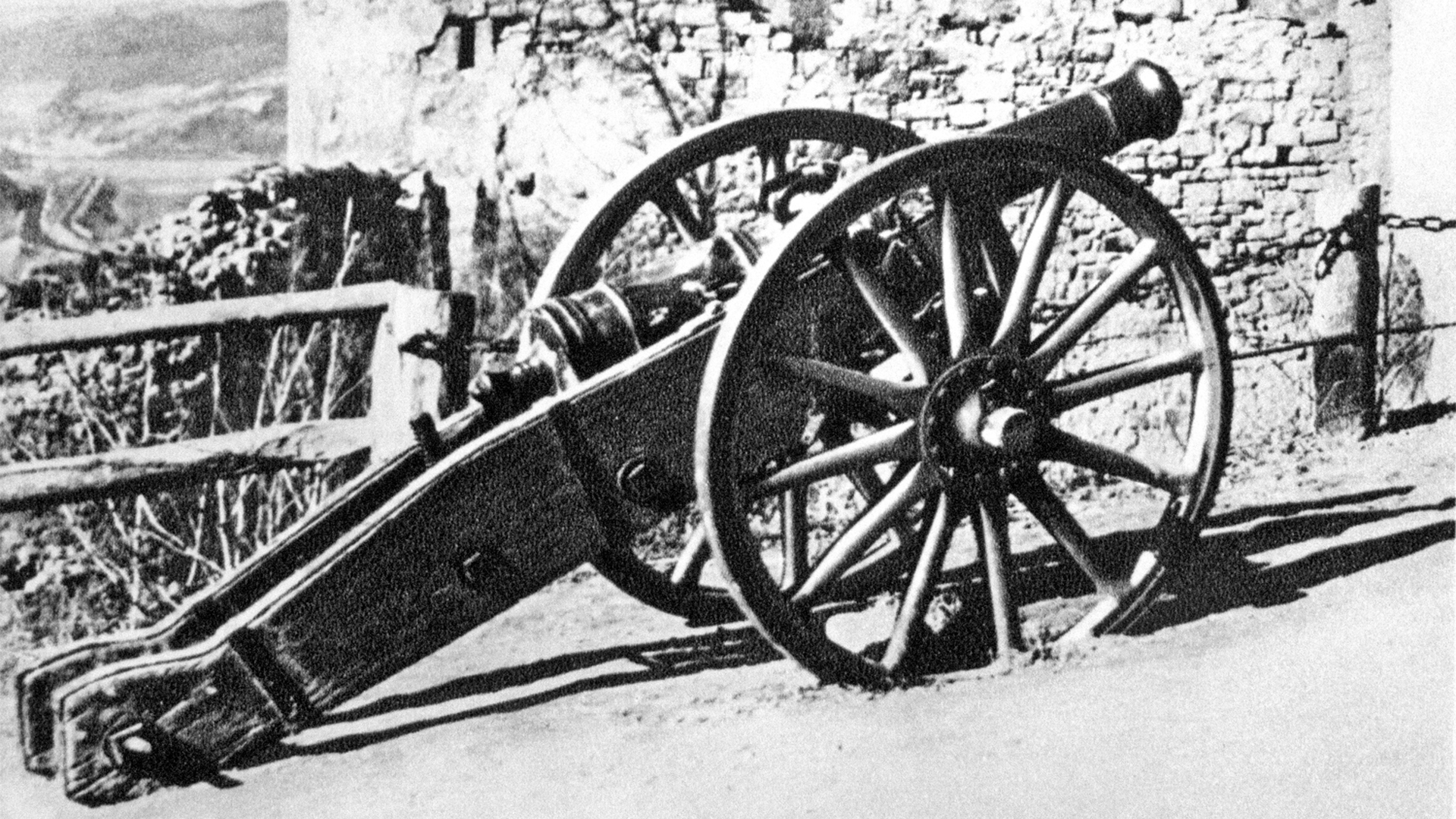
Canon Henschel-Geschütz, 1803

Il apprend le métier de fondeur avec son père et travaille dès 1777 à Cassel pour Johann Friedrich Anton Storck dont il devient l'associé en 1799. Il épouse la fille de celui-ci, Christine Wilhelmine Storck en 1780, qui lui apprend à lire, à écrire et à compter. 
En 1799, l'entreprise Storck et Henschel invente le premier camion de pompier vendu à la ville de Zittau. Après plusieurs inventions, en 1807, alors qu'il est rentré dans la fonction publique officiant pour Guillaume IX de Hesse, les troupes de Napoléon occupant l'électorat de Hesse, il oriente ses activités vers la construction de canons pour les forces d'occupation françaises, mais, se brouillant avec le général Alix en raison du prix des canons, il démissionne et fonde en 1810 une usine de fabrication de moteurs à laquelle il associe son fils Johann Werner Henschel (de). Cette entreprise se consacrera en 1899 à l'automobile, jusqu'en 1906, avant de se tourner, sous la direction de Sophie Henschel (en) (1841-1915) vers les bus, les trains, les tramways puis l'aviation.
Carl Anton Henschel (de) rejoint l'entreprise en 1817. 

## Honneur
- La Georg-Henschel-Strasse à Brême (Neustädter Hafen) a été nommée en son honneur.